# 轘轅關
轘辕关，又名娥嶺關、十八盤，嵩山八景之一。位於河南省洛阳市偃师区与登封市交界处，地处登封市西北約13公里中岳嵩山的太室山、少室山之間。兩側山崖怪石嶙峋，山勢雄偉險要，道路曲折盤旋，是洛陽東南部的險關要道，歷來皆是兵家必爭之地。

## 景點
早晨山間雲霧繚繞，自下向上看，好像有神仙正在騰雲駕霧一樣，故有「轘辕早起上雲端」之說。若站在關口，北視關下，可見霧浪翻滾，雲煙繚繞，瞬息萬變，氣象萬千。

## 傳說
轘辕关上的山崖下，噴流著一股清泉，名曰：「劍引泉」。漢高祖劉邦率領大軍欲奪取潼關，路過這裏時，人困馬乏，滴水不見，劉邦遂拔出配劍劈向山崖，結果噴出一股泉水，故爾得名。

## 外部連結
- 新疆出境出疆旅遊網 （页面存档备份，存于）